# Bergrevier Müsen

Die Aufbereitungsanlagen der Grube Altenberg in Müsen 1905

Das Bergrevier Müsen (oder Müsener Revier) war ein Verwaltungsbezirk des 1861 aufgelösten Bergamtes Siegen mit Verwaltung im Hilchenbacher Stadtteil Müsen. Die Gegend um Müsen war mit dutzenden Gruben und etlichen Hütten eines der Zentren im Siegerländer Erzrevier.

## Ausdehnung

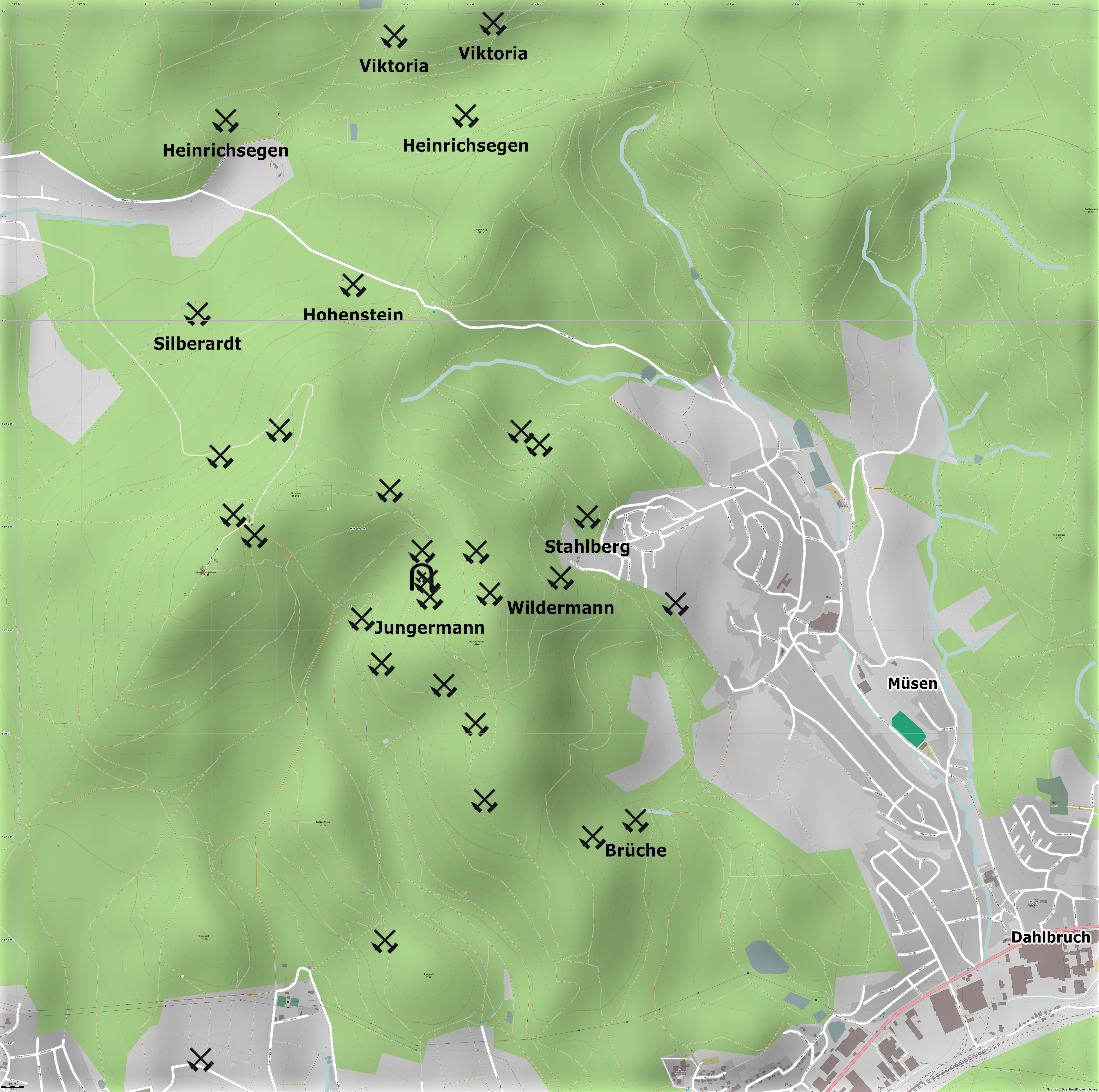
Müsener Bergwerke

Das Bergrevier Müsen erstreckte sich auf 324,7 km² weit über die Grenzen Müsens bis in den Südosten des Siegerlandes. Dazu gehörten die ehemaligen Ämter Ferndorf, Keppel und Netphen sowie die amtsfreie Stadt Hilchenbach. Das Gebiet entspricht den heutigen Städten Hilchenbach und Kreuztal, außer Oberhees und Mittelhees, die zum Amt Freudenberg gehörten sowie der Stadt Netphen, den heute zu Wilnsdorf gehörenden Orten Flammersbach, Anzhausen, Rudersdorf und Gernsdorf und den Siegener Stadtteilen Buchen, Breitenbach, Feuersbach, Obersetzen und Niedersetzen.

## Geschichte des Müsener Reviers
Beim Bau des Dorfbrunnens in Müsen 1960 fand man Reste von Rennöfen in der Pfarrwiese. Diese stammen aus keltischer Zeit und dienten zur Verhüttung von Eisen. Durch Schlackenfunde wurden außerdem Rennöfen der Kelten in der Zitzenbach für die Verhüttung von Eisen gefunden sowie Hinweise auf Buntmetallverhüttung für Blei und Kupfer in der Rothenbach. Durch Ausgrabungen belegte man die „Bergbausiedlung Altenberg“ auf das 13. Jahrhundert. 1465 wurden verschiedene Gruben aus Müsen erwähnt, unter anderem die „Hochgrube“. Erstmals wurden 1529 alle Gruben aus Ferndorf erwähnt, unter anderem die Grube „Glücksanfang“. Aus dem Jahr 1587 stammt die Ersterwähnung und eine Beschreibung der Grube „Altenberg“ bei Müsen, deren Belege ab 1700 vermehrt auftreten. Ab 1830 gibt es Statistiken über Fördermengen und Belegschaft der Gruben. 1836 waren 79 Gruben in Betrieb, insgesamt waren 317 Bergleute beschäftigt. Die Eisenerzförderung lag bei 2.200 Tonnen, die Buntmetallförderung bei 757 Tonnen.

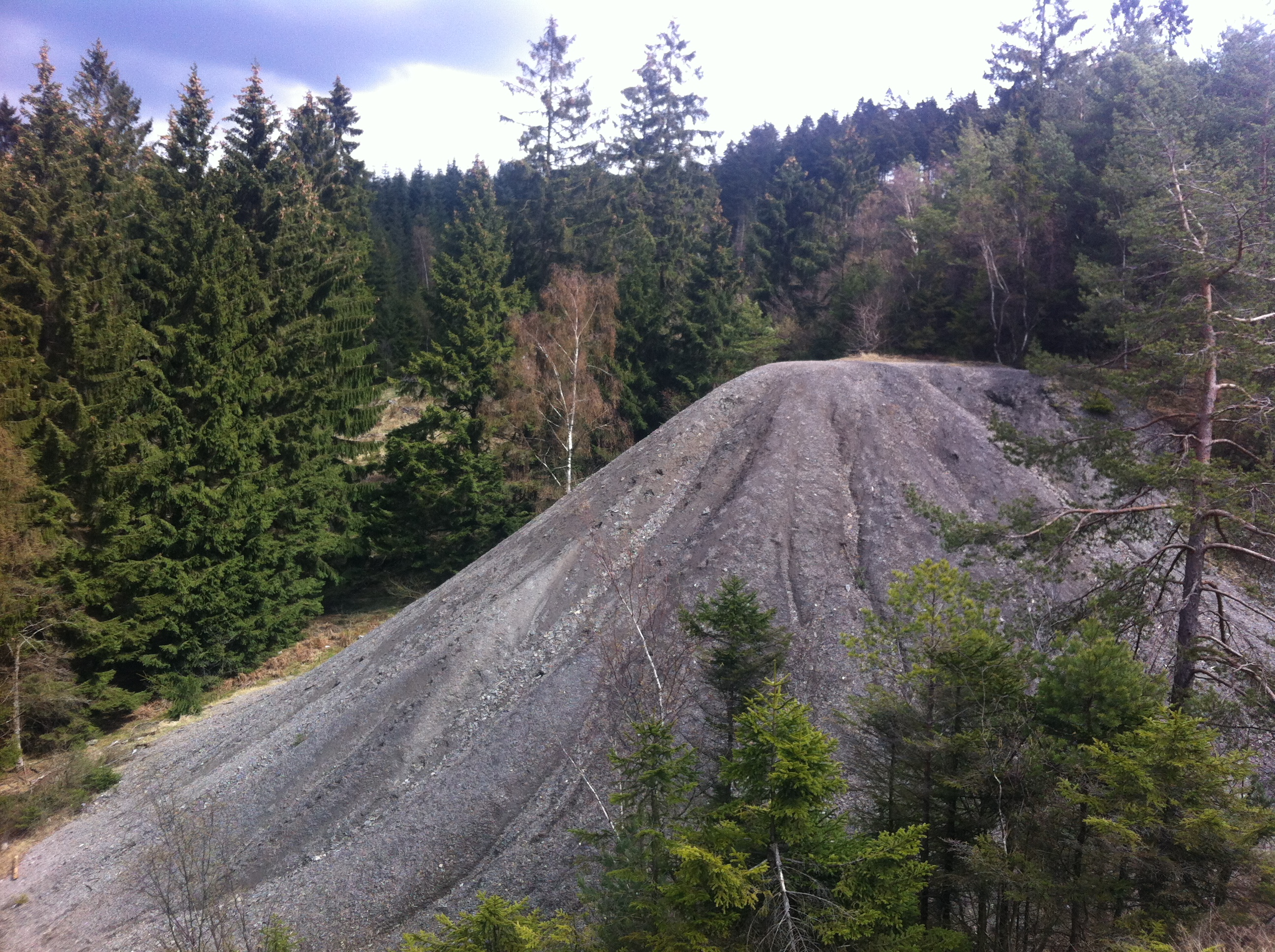
Abraumhalde am Altenberg

In Müsen steht das letzte erhaltene Pulverhaus in den alten Bundesländern. Das 1817 erbaute Haus diente als Lager für das Schwarzpulver der Müsener Gruben. Das Haus steht in der Nähe der Maschinenschächte der Grube „Stahlberg“ (Ersterwähnung 4. Mai 1313) und der Halden der Grube „Wilder Mann“. Vom Verein „Stahlberg und Altenberg e. V.“ wird es instand gehalten und diente als Wanderhütte. Der Verein betreut ebenfalls das „Stahlbergmuseum“, in dem die Geschichte des Bergbaus der Region im 18. und 19. Jahrhundert dargestellt wird. Es ist im Bethaus der Grube untergebracht, das 1846 errichtet wurde. Bis zu seiner Auflösung im Jahr 1861 unterstand das Bergrevier dem Bergamt Siegen. Das Bergrevier selbst wurde 1933 aufgelöst.
Seit 1974 dient der „Stahlberger Erbstollen“ als Besucherbergwerk, auf 380 Meter Länge kann der Besucher Einblick in das Innere eines Bergwerkes gewinnen.

## Gruben
Neben den Bergwerken in und um Müsen zählen noch einige mehr oder weniger kleine Gruben zum Bergrevier Müsen, die außerhalb des Ortsumkreises lagen. Die größte von ihnen war die Grube „Schnellenberg“ bei Beienbach, weitere waren zum Beispiel „Jakobus“ bei Helgersdorf oder „Friedericke“ bei Ruckersfeld. Die übrigen waren zwar für den jeweiligen Ort relevant, allerdings nicht für die Entwicklung des Bergbaus in der Region. Die meisten Gruben lagen im Umkreis von Müsen. Dazu zählten Orte wie Burgholdinghausen, Littfeld oder Ferndorf.
Im Müsener Revier rund um den Ort Müsen gab es über 50 Bergwerke. 1880 waren im gesamten Bergrevier 130 Gruben fördernd.
| Grube                                                        | Gemarkung                  | Gangmittel                       | Ersterwähnung                 | Mineralien     | Bemerkung                    |
| ------------------------------------------------------------ | -------------------------- | -------------------------------- | ----------------------------- | -------------- | ---------------------------- |
| Abraham                                                      | Müsen                      | Wilder Mann                      | 1. März 1837                  |                |                              |
| Adler                                                        | Müsen                      | Adler Gang                       | 1789                          | Pb, Ag         |                              |
| Altenberg (= „St. Johannes“)                                 | Burgholdinghausen          | Altenberger Gang                 | 2. Jan. 1571                  | Pb, Ag         | 1914                         |
| Auf der Hohen Grube (ab 1611 „Hochgrube“)                    | Müsen                      | Stahlberger Stock                | 1463                          | Fe             | zu „Stahlberg“               |
| Auf der Mertinshardt                                         | Müsen                      | Stahlberger Stock                | 1463                          | Fe             |                              |
| Bergwerk im Tiefen Seifen                                    | Müsen                      | Tiefe Tal                        | 1722                          | Cu, Ag         |                              |
| Birkhahn                                                     | Müsen                      | Birkhahn im Tiefen Tal           | 1789                          | Pb, Ag         |                              |
| Birnbaumer Zech                                              | Müsen                      | Stahlberger Stock                | 1548                          | Fe             | Erbstollen                   |
| Brüche                                                       | Müsen                      | Brücher Gang                     | 1722                          | Fe, Cu, Pb     | 1941                         |
| Christof                                                     | Littfeld / Müsen           | Am Kindelsberg                   | 1789                          | Pb, Ag         |                              |
| Glücksanfang                                                 | Müsen / Ferndorf           | Wilder Mann                      | 1529                          | Pb, Ag         | zu „Wilder Mann“             |
| Glückshafen                                                  | Littfeld / Müsen           | Am Kindelsberg                   | 1789                          | Pb, Ag         |                              |
| Gottessegen                                                  | Littfeld / Müsen           | Gang Gottessegen Kindelsberg     | 1722                          |                |                              |
| Hartenberg                                                   | Müsen                      | Stahlberger Stock                | 1611                          | Fe             |                              |
| Haselgrube („Auf der Haselgruben“)                           | Müsen                      | Brücher Gang                     | 1463                          | Fe             | ab 1466 Berg Dahlbruch       |
| Heinrichssegen (früher „Plätze“)                             | Littfeld                   |                                  | 1663                          | Fe             | zu „Victoria“                |
| Hermannsberg („Alter Hermannsberg“ und „Neuer Hermannsberg“) | Müsen                      | Stahlberger Stock                | 1611                          | Fe             | zu „Stahlberg“               |
| Hermen Hail                                                  | Müsen                      |                                  | 1463                          | Fe             | ab 1467 „Hemmelhole“         |
| Hollöler                                                     | Müsen                      | Stahlberger Stock                | 1611                          | Fe             |                              |
| Hollweger („Holzgruber Schacht“)                             | Müsen                      | Stahlberger Stock                | 1611                          | Fe             |                              |
| Junger Mann                                                  | Müsen / Ferndorf           | Wilder Mann                      | 28. Feb. 1835                 | Fe?            | zu „Wilder Mann“, 1941       |
| Jungfer                                                      | Müsen                      | Wilder Mann / Jungfer            | 1722                          | Fe             |                              |
| Kuhlenberg                                                   | Müsen                      | Kuhlenberger Gang                | 1789                          | Fe             | zu „Wilder Mann“             |
| Landeswohlfahrt                                              | Müsen                      | Landeswohlfahrter Gang           | 1785                          | Pb             |                              |
| Luftgrube („Zechengrube“)                                    | Müsen                      | Stahlberger Stock                | 1611                          | Fe             | zu „Stahlberg“               |
| Mittelzeche                                                  | Müsen                      | Stahlberger Stock                | 1611                          | Fe             |                              |
| Mittlerer Sonnenberger Stollen                               | Müsen                      | Sonnenberg                       | 1450                          | Fe, Pb, Ag     |                              |
| Molzekuhler Stollen                                          | Müsen                      | Stahlberger Stock                | 1611                          | Fe?            | zu „Stahlberg“               |
| Müsener Stahlberg                                            | Müsen                      | Stahlberger Stock                | 1608                          | Fe, Cu         | zu „Stahlberg“               |
| Nakeborns Stollen                                            | Müsen                      | Schwabengrube                    | 1500                          | Pb, Ag         |                              |
| Neue Zeche                                                   | Müsen                      | Stahlberger Stock                | 1611                          | Fe             | zu „Stahlberg“               |
| Nimrod                                                       | Müsen                      |                                  | 9. Okt. 1856                  | Fe?            | zu „Wilder Mann“             |
| Prinz Friedrich („Auf den Braasen“)                          | Müsen                      | Prinz Friedrich Gang             | 1722                          | Cu, Ag         |                              |
| Prinz Wilhelm                                                | Müsen                      | Ziegenberg, Prinz Friedrich Gang | 1789                          | Pb, Ag         |                              |
| Regina                                                       | Müsen                      | Wilder Mann                      | 1789                          | Pb, Ag         | zu „Wilder Mann“             |
| Regulus                                                      | Müsen                      |                                  | 1. Sep. 1856                  | Fe?            | zu „Wilder Mann“, „Victoria“ |
| Saturnus                                                     | Müsen                      | Gang im Tiefen Tal               | 1789                          | Pb, Ag         |                              |
| Schwabenkuhl („Sachsenzug“)                                  | Müsen                      | Schwabengrube                    | 1764                          | Fe, Cu, Pb, Ag |                              |
| Silberart („Trippler Stollen“)                               | Müsen                      | Silberarter Gang                 | 1738                          | Pb, Ag         |                              |
| Sonnenberg                                                   | Müsen                      | Sonnenberg                       | 3. Jan. 1837                  | Fe, Pb, Ag     | 1911 zu „Wilder Mann“        |
| Stahlberg                                                    | Müsen                      | Stahlberger Stock                | 1079 (urkundlich 4. Mai 1313) | Fe, Cu         | 31. März 1931                |
| Stenberge zu Musen                                           | Müsen                      | Stahlberger Stock                | 1313                          | Fe             |                              |
| Stiefel                                                      | Müsen                      | Später Caroline                  | 1789                          | Pb, Ag         |                              |
| Stollen (Name Unbekannt)                                     | Littfeld / Müsen           | Gang Victoria                    | 1350                          | Pb, Ag         |                              |
| Stollen Unverhofft Segen                                     | Müsen                      | Gang Unverhofft Segen            | 1350                          | Pb, Ag         |                              |
| Stollen Wolf                                                 | Müsen                      | Gang Wolf                        | 1350                          | Pb, Ag         |                              |
| Strumpf                                                      | Müsen / Littfeld           | Gang Strumpf                     | 1789                          | Pb, Ag         |                              |
| St. Martin                                                   | Müsen                      |                                  | 23. Sep. 1858                 |                | zu „Wilder Mann“             |
| Sürkesberg                                                   | Müsen                      | Stahlberger Stock                | 1611                          | Fe             | zu „Stahlberg“               |
| Tiefenthal                                                   | Müsen                      |                                  | 23. Sep. 1858                 |                | zu „Altenberg“               |
| Victoria                                                     | Littfeld/Burgholdinghausen | Gang Victoria                    | 1663                          | Pb, Ag, Zn     | 31. Dezember 1927            |
| Wasserberg                                                   | Müsen                      | Stahlberger Stock                | 1611                          | Fe             |                              |
| Wilde Frau                                                   | Müsen                      |                                  | 1897                          |                | 1912                         |
| Wilder Mann                                                  | Müsen                      | Wilder Mann                      | 1717                          |                | 1897 zu „Altenberg“          |
| Wilder Mann Erbstollen                                       | Müsen                      | Wilder Mann / Jungfer Gang       | 1717                          |                | 1897 zu „Altenberg“          |
| Wilhelmine                                                   | Müsen                      |                                  | 1789                          | Pb, Ag         |                              |

Hinweis: Die wichtigsten Gruben sind fett markiert. Das Datum bezieht sich auf Ersterwähnung, Abbau fand möglicherweise schon vorher statt.

## Metallhütten
Neben den vielen Bergwerken gab es in und um Müsen einige Metallhütten, in denen das Erz eingeschmolzen und weiterverarbeitet wurde. Das Eisenerz aus der Grube Stahlberg war das einzige im Siegerland, das direkt zu Stahl verarbeitet werden konnte. Deshalb gab es neben den Eisenhütten auch Stahlhütten, die den begehrten Müsener Stahl herstellten. Diese Hütten gab es in und um Müsen (in Klammern das Jahr der Ersterwähnung):
- „Aher Hütte“ (Ferndorf), (1319)
- „Allenbacher Hütte“ (Allenbach), Stahlhütte (1417–1821), die Hütte wurde 1781 bei einem Brand zerstört und wieder aufgebaut.
- „Breitenbacher Hütte“ (Breitenbachtal), Eisenhütte (1566)
- „Burgholdinghauser Stahlhütte“ (Burgholdinghausen), Stahlhütte (1589)
- „Dahlbrucher Stahlhütte“ (Dahlbruch), Stahlhütte (1471)
- „Ernsdorfer Kupferhütte“, Metallhütte (1525)
- „Ferndorfer Kupferhütte“ (Ferndorf / Zitzenbach), Metallhütte (1502)
- „Hermannshütte in der Winterbach“, Eisenhütte (1463)
- „Hütte zu Müsen“ (evtl. „Untere Stahlhütte“), Stahlhütte (1463)
- „Kupferhütte zu Müsen“, Metallhütte (1707)
- „Loher Metallhütte“ (Kredenbach), Metallhütte (1489)
- „Loher Stahlhütte“ (Kredenbach), Stahlhütte (1489)
- „Metallhütte zu Littfeld“ (Littfeld), Metallhütte (1760), Blei- und Aluminiumverarbeitung
- „Obere Müsener Hütte“, Stahlhütte (1492)
- „Rothenbacher Hütte“ (Müsen), Metallhütte (1721–1904), sie lieferte Silber an die preußische Staatsmünze.

Im 16. Jahrhundert gab es mindestens sieben Blashütten im Stadtgebiet und eine Hammerhütte in Hilchenbach, Allenbach, Dahlbruch und Müsen.